# Lejonbruden

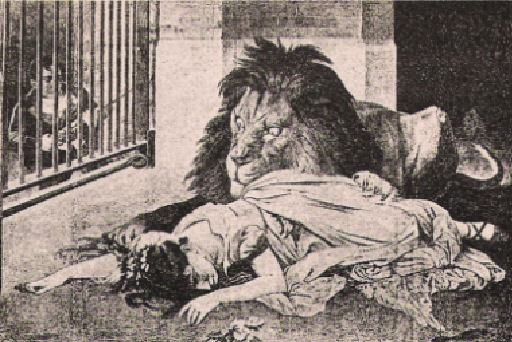
Framställning av slutscenen från omkring 1890.

Lejonbruden, även känd som Lejontämjarens dotter och I skimrande bruddrägt så hvit som en snö är en visa baserad på en dikt av den tyske skalden Adelbert von Chamisso, översatt till svenska av Johan Gabriel Carlén. Den publicerades på svenska 1838 i Carléns Stycken på vers och utgavs med tiden i många skillingtryck, det tidigaste är förmodligen det som trycktes på O & A Westins tryckeri i Kalmar 1851. Ibland anges Wilhelmina Stålberg som översättare. Hon har också översatt dikten 1843, men det är Carléns översättning som visans text utgår ifrån.
Artister som Margareta Kjellberg, Maritza Horn och Emma Härdelin har sjungit in visan. 
Jan Troells film Så vit som en snö från 2001 har lånat sin titel från de inledande raderna i sången; 
| ” | I skimrande bruddräkt så vit som en snö, står djurtämjarns dotter, en blomstrande mö. Hon tvingats att giva en främling sin hand. I morgon går färden till främmande land. | „ |